# Sternkörper

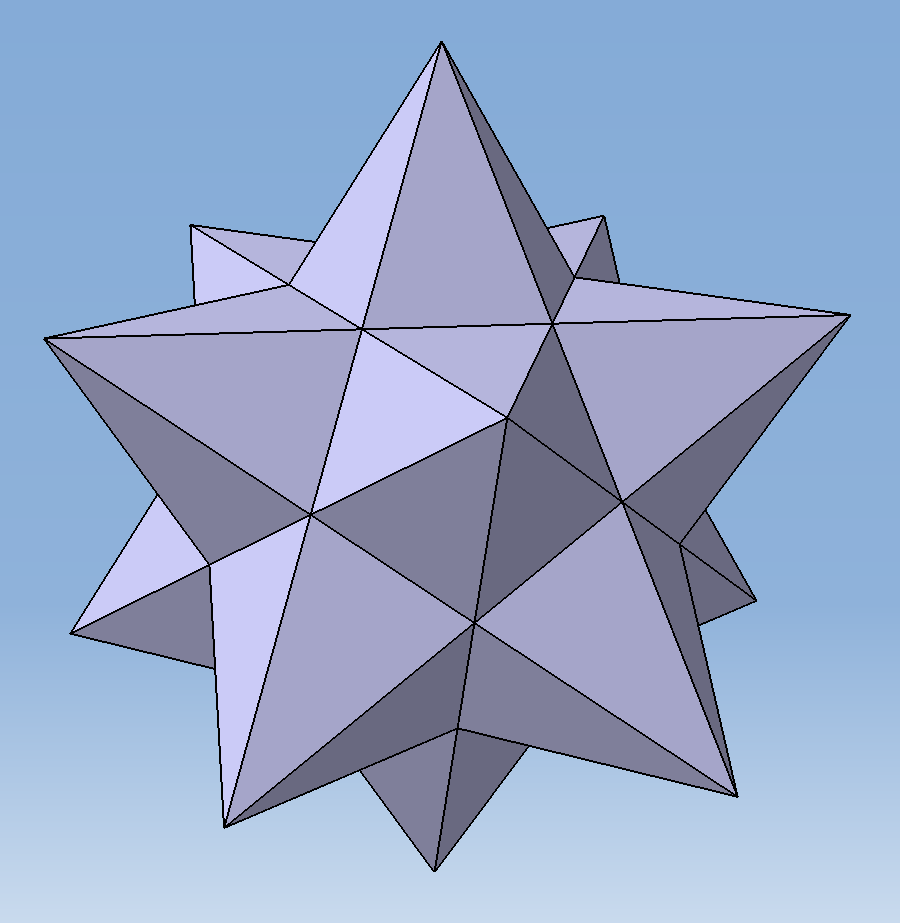
Dodekaederstern – Beispiel eines Sternkörpers

Bei den Sternkörpern handelt es sich um nichtkonvexe Polyeder. Dieser Artikel beschränkt sich auf die wenigen regulären Polyeder und ignoriert die archimedischen Körper, wobei es sich um halbreguläre Polyeder handelt.
Aus mathematischer Sicht wurden Sternkörper zuerst von Thomas Bradwardine und später von Charles de Bouelles studiert. Auch Johannes Kepler befasste sich in seinem Buch Harmonices Mundi mit solchen Polyedern.
Eine der ersten Darstellungen im 12. Jahrhundert taucht auf einem Wandgemälde in der Boris-und-Gleb-Kirche in Kidekscha auf, weitere Quellen hierzu im 15. Jahrhundert auf einem Mosaik von Paolo Uccello, sowie zwei um 1809 von Louis Poinsot. 1568 findet sich in dem Buch Perspectivia Corporum Regularium von Wenzel Jamnitzer eine Abbildung des Großen Dodekaeders.
Augustin Louis Cauchy bewies 1810, dass es keine weiteren regulären Polyeder geben kann. 1990 fand man einen Fehler in der von Poinsot und Cauchy benutzten Definition der Regularität.